# EMF Dordt
EMF Dordt is de naam waaronder Willem Smit & Co.'s Electromotorenfabriek Dordrecht bekend is geworden. Dit bedrijf heeft van 1911 tot 1977 bestaan in Dordrecht, in de Nederlandse provincie Zuid-Holland, en het bedrijf fabriceerde elektromotoren.

## Geschiedenis
EMF Dordt is voortgekomen uit Smit Slikkerveer, opgericht door Willem Benjamin Smit. Bij de toenemende elektrificatie en dito vraag naar elektromotoren ging Smit Slikkerveer zich richten op speciale motoren en generatoren in grotere vermogens. Voor de serieproductie van meer gebruikelijke motoren werd in 1911 een afzonderlijke dochteronderneming opgericht op een terrein in Dordrecht, onder de naam Willem Smit & Co.'s Electromotorenfabriek Dordrecht en met het logo Smit Dordt. De productie in Dordrecht zou beperkt blijven tot motoren met een maximaal vermogen van 15 pk (11 kW). In 1914 werd de grens opgetrokken tot 18 pk en in 1915 tot 30 pk. In 1918 echter ging men ook over tot de vervaardiging van motoren groter dan 30 pk waardoor EMF Dordt feitelijk een concurrent werd van Smit Slikkerveer. De onderneming kreeg een nieuwe naam, Electomotorenfabriek Dordt met als handelsmerk EMF Dordt. Het bedrijf groeide ondertussen voorspoedig. Het maatschappelijk kapitaal (f 200.000) werd na twee jaar (in 1913) al verdubbeld en in 1918 zelfs verhoogd tot f 1 miljoen. Er werkten toen een 160 personen, in 1920 180. Naast de fabriek (drie verdiepingen) aan de Korten Parallelweg bezat de onderneming ook een fabrieksgebouw aan de 's-Gravendeelsedijk (met o.a. ververij). De jaren twintig waren redelijk voorspoedig en het bedrijf had zelfs betrekkelijk weinig last van de economische crisis in de jaren dertig. In 1933 werd de afdeling electromotorenbouw van de Vereenigde IJzerfabrieken De Vijf te Doetinchem overgenomen. Midden 1932 werd als dochteronderneming de NV Electrische Machine Onderneming, afgekort tot EMO, opgericht, waarin de fabricage van huishoudelijke artikelen als stofzuigers werd ondergebracht. Na aanvankelijk succes werd deze in 1940 weer geliquideerd.

## Naoorlogse groei en neergang
De bezetting leverde grote oorlogsschade op, terwijl bijna alle machines en grondstoffen werden afgevoerd. Maar al gauw werd dit ingehaald. Directeur Willem Adriaan Boogaerdt (1886-1967) had al voorzien in de naoorlogse inhaalvraag en streefde naar een rationele productie. Daarin paste een nevenvestiging in Rucphen die in 1948/'49 tot stand kwam waar de kleinmotoren, eerst tot 7.5, later tot 15 pk in seriefabricage werden vervaardigd. In Dordrecht werd in 1954 een nieuwe montagehal gerealiseerd, in 1956 volgde een lashal met magazijn. Er werkten toen in het totaal circa 700 arbeiders bij het bedrijf, van wie 100 in Rucphen. Tijdens de jaren 60 van de 20e eeuw begonnen de moeilijkheden. In 1960 fuseerde EMF Dordt met Smit Nijmegen. Dit combinatiebedrijf trad in 1969 toe tot Holec. De productie werd nu geïntegreerd in die van het eveneens tot de Holec-groep behorende Heemaf. Met name de oliecrisis van 1973 zorgde voor een teruglopende bezettingsgraad. In 1977 werden de activiteiten van EMF Dordt naar de Heemaf-fabriek te Hengelo overgebracht en sloot de Dordtse fabriek. 40 à 45 medewerkers konden mee naar Hengelo, voor de 200 overige werknemers viel het doek.
E.M.F. Dordt, Tussen de Rails 3 (1955), 50-51
E.M.F. Dordt. Van 0,5 tot 4000 pk, Metaalvisie 4 (1961), 4, 24-25